# 海南盾翅藤
海南盾翅藤（学名：Aspidopterys obcordata var. hainanensis）为金虎尾科盾翅藤属下的一个变种。

## 扩展阅读
- 維基物種上的相關：海南盾翅藤